# Idénia-Tanga (Tiébélé)
Pour les articles homonymes, voir Idénia.
Ne doit pas être confondu avec Idénia-Tanga (Ziou).
Idénia-Tanga est une commune rurale située dans le département de Tiébélé de la province du Nahouri dans la région du Centre-Sud au Burkina Faso.

## Santé et éducation
Idénia-Tanga accueille un centre de santé et de promotion sociale (CSPS) tandis que le centre médical (CMA) le plus proche se trouve à Pô.